# Галюгаевский сельсовет
Галюга́евский сельсове́т — упразднённое муниципальное образование в составе Курского района Ставропольского края России.
Административный центр — станица Галюгаевская.

## География
Сельское поселение находилось на юго-востоке Курского района. На юге и востоке граничило с землями Надтеречного и Наурского районов Чечни соответственно (южная граница проходила по реке Терек), на западе — с землями станицы Стодеревской, а также Серноводским и Полтавским сельсоветами Курского района, на севере — с Мирненским сельсоветом.

## История
С 16 марта 2020 года, в соответствии с Законом Ставропольского края от 31 января 2020 года № 9-кз, все муниципальные образования Курского муниципального района были преобразованы путём их объединения в единое муниципальное образование Курский муниципальный округ.

## Население
| 1989  | 2002  | 2010  | 2011  | 2012  | 2013  | 2014  |
| ----- | ----- | ----- | ----- | ----- | ----- | ----- |
| 3393  | ↘3255 | ↘2934 | →2934 | ↘2904 | ↘2883 | ↘2820 |
| 2015  | 2016  | 2017  | 2018  | 2019  | 2020  |       |
| ↘2782 | ↘2733 | ↘2687 | ↘2679 | ↘2622 | ↘2581 |       |

### Национальный состав
Согласно переписи 2010 года:
| № | Национальность | Численность, чел. | Доля, % |
| - | -------------- | ----------------- | ------- |
| 1 | русские        | 2 793             | 95,19 % |
| 2 | чеченцы        | 19                | 0,65 %  |
| 3 | армяне         | 16                | 0,55 %  |
| 4 | корейцы        | 15                | 0,51 %  |
| 5 | украинцы       | 11                | 0,37 %  |
| 6 | не указали     | 11                | 0,37 %  |
| 7 | другие         | 69                | 2,35%   |

## Населенные пункты
На территории сельского поселения находилось 4 населённых пункта:
1. станица Галюгаевская
2. хутор Виноградный
3. посёлок Ленпосёлок
4. хутор Советский